# Bataille de Brunnbäck Ferry
Pour un article plus général, voir Guerre suédoise de libération.
Guerre suédoise de libération
Batailles
- Bataille de Falun (5 février 1521)
- Bataille de Brunnbäck Ferry (avril 1521)
- Bataille de Västerås (29 avril 1521)
- Conquête d'Uppsala (18 mai 1521)
- Conquête de Kalmar (27 mai 1523)
- Conquête de Stockholm (16 et 17 juin 1523)

La bataille de Brunnbäck Ferry a eu lieu en avril 1521, durant la Guerre suédoise de libération,.